# 麥拉坡

麥拉坡（塔米爾語：மயிலாப்பூர்，孔雀鸣城）是一處文化中心，及一處熙攘的地區，位在金奈南方（以前的馬德拉斯）的城市，印度坦米爾納德首府。